# Ochina ptinoides
Ochina ptinoides är en skalbaggsart som först beskrevs av Thomas Marsham 1802.  Ochina ptinoides ingår i släktet Ochina, och familjen trägnagare. Arten har ej påträffats i Sverige.

## Bildgalleri

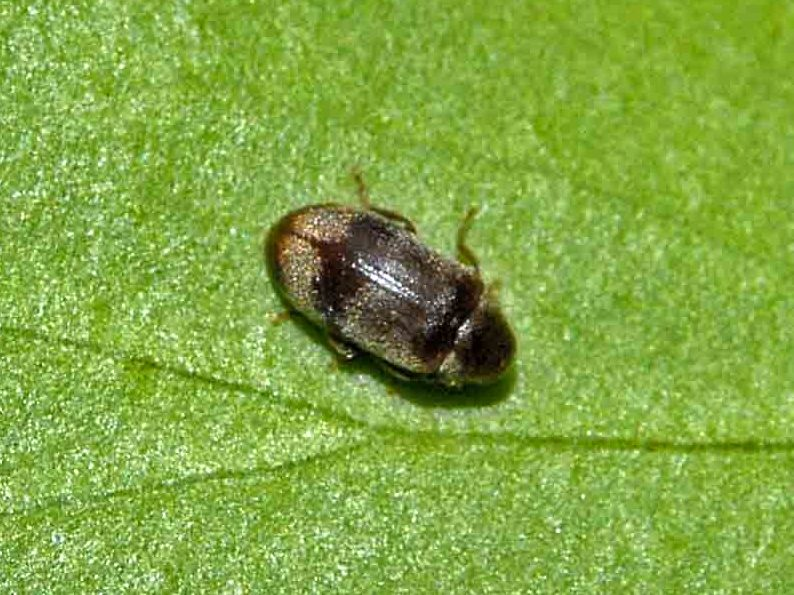
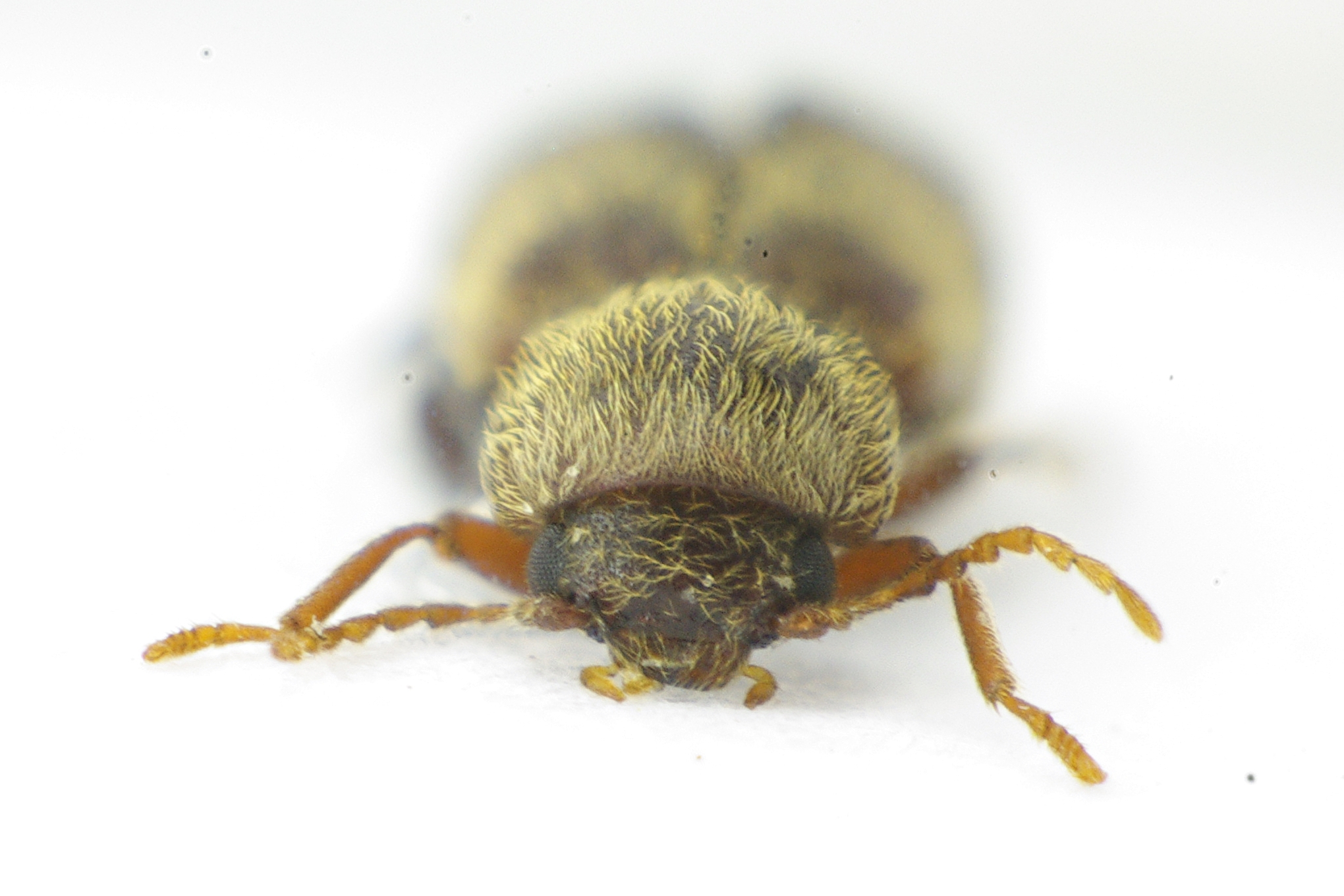
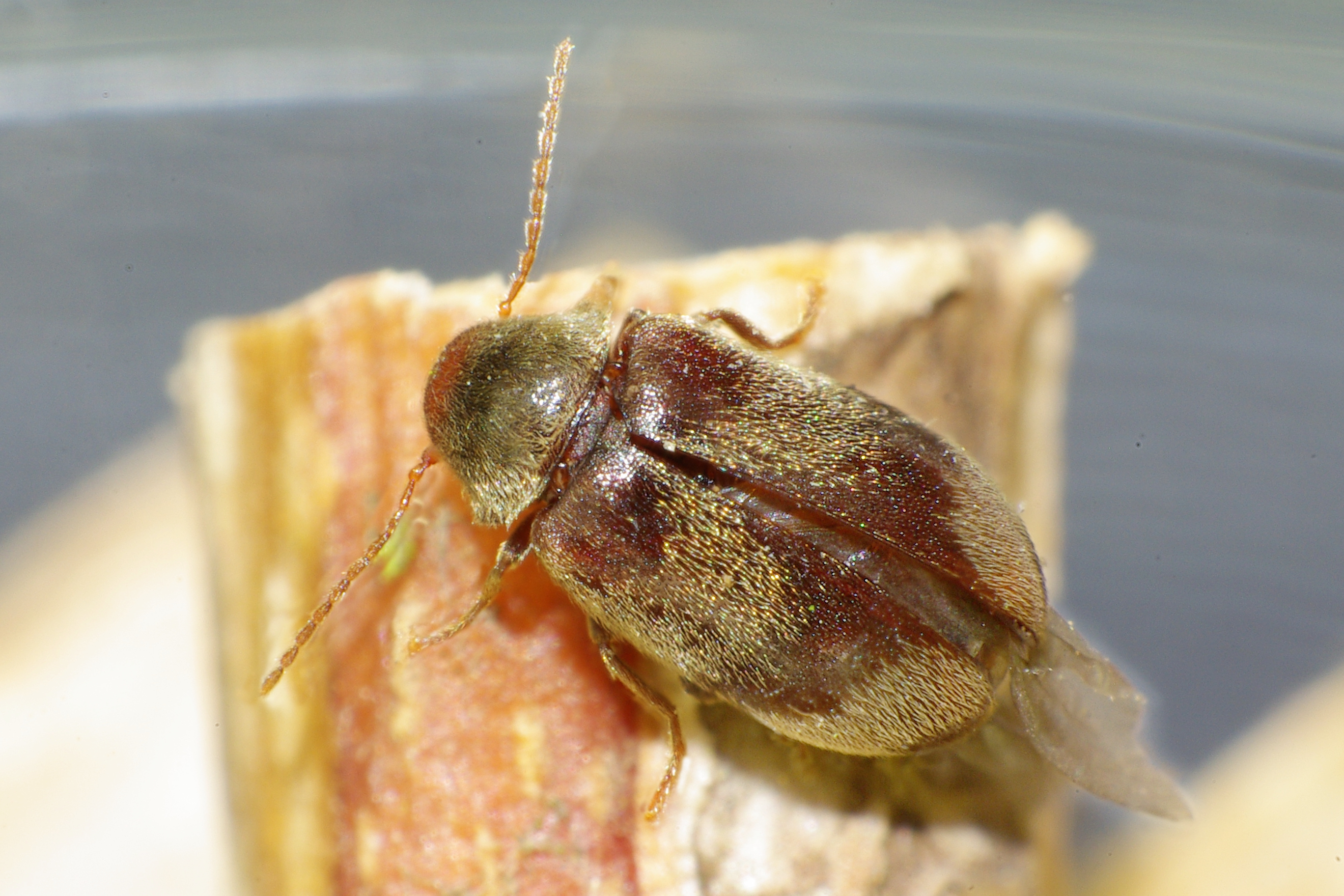
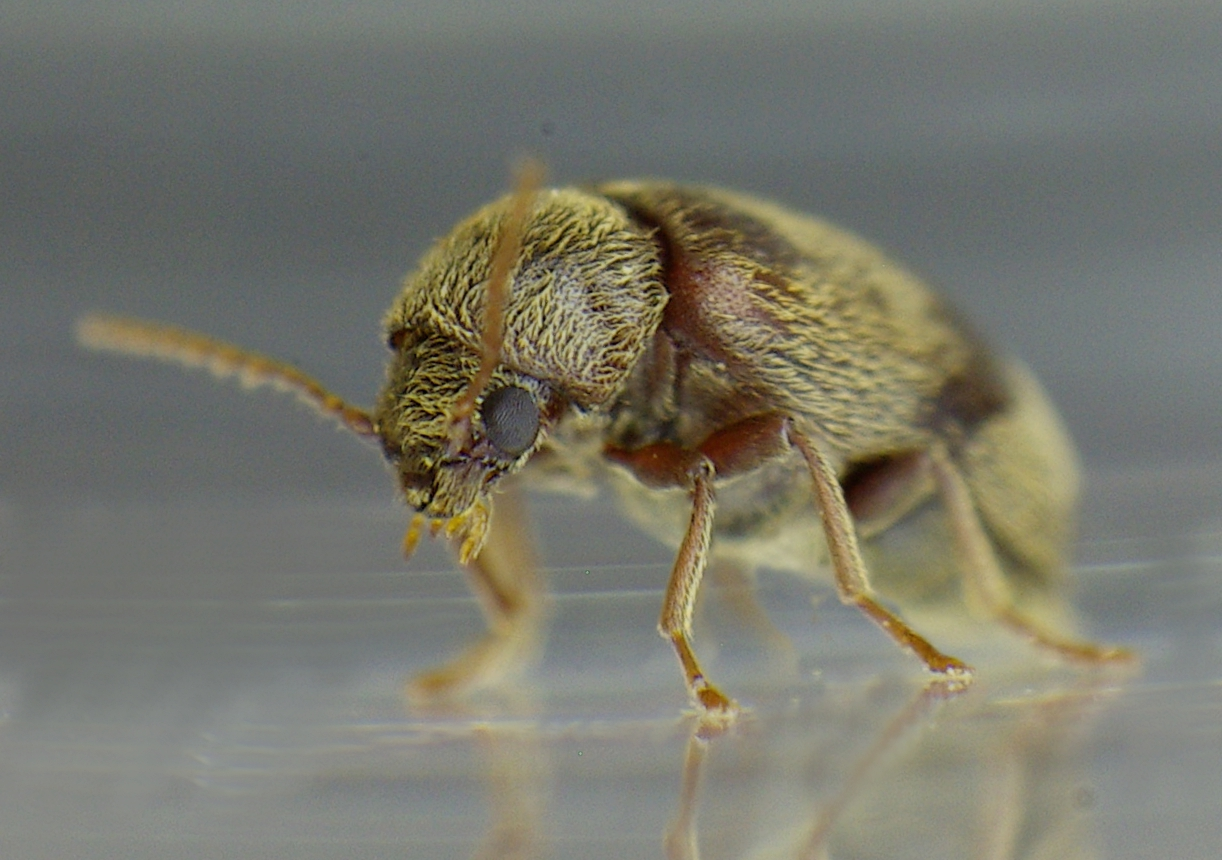